# NGC 413
NGC 413 es una galaxia espiral de la constelación de Cetus. 
Fue descubierta el 1886 por el astrónomo Frank Leavenworth.